# Ceratogyrus marshalli
Ceratogyrus marshalli es una especie de tarántula del género Ceratogyrus, de la familia Theraphosidae, orden Araneae. Fue descrita por Pocock en 1897.
Se distribuye por África: Zimbabue y Mozambique. Fue publicada en On the spiders of the suborder Mygalomorphae from the Ethiopian Region, contained in the collection of the British Museum. Proceedings of the Zoological Society of London 65(3): 724-774, Pl. 46-, 48.